# Comuna Crângurile, Dâmbovița
Crângurile este o comună în județul Dâmbovița, Muntenia, România, formată din satele Bădulești (reședința), Crângurile de Jos, Crângurile de Sus, Pătroaia-Deal, Pătroaia-Vale, Potlogeni-Vale, Rățești și Voia. Comuna este traversată de șoseaua națională DN7, care leagă București de Pitești prin Titu și Găești.

## Istorie
La sfârșitul secolului al XIX-lea, comuna Crângurile făcea parte din plasa Cobia a județului Dâmbovița și era formată din satele Crângurile de Jos, Rătești și Crângurile de Sus, cu 1696 de locuitori, trei biserici și o școală. Pe atunci, pe teritoriul actual al comunei mai funcționau în cadrul aceleiași plăși și comunele Bădulești și Pătroaia. Comuna Bădulești avea 854 de locuitori, două biserici, o școală, o moară de aburi și una de apă. Comuna
Pătroaia (denumită și Pietroaia) avea în compunere șapte sate: Pietroaia-Vale, Pietroaia-Deal, Baloteasca, Ciupa-Mănciulescu, Ciupa-Mavrodolu, Potlogeni-Vale și Potlogeni-Deal, cu o populație totală de 2114 locuitori. La Pătroaia funcționau cinci biserici, o mănăstire, o școală mixtă la Pătroaia din Vale cu 45 de elevi în anul școlar 1899–1900, și o altă școală mai mică, la Mănciulești, cu 17 elevi.
În 1925, cele trei comune făceau parte din plasa Bogați. Comuna Crângurile avea 2005 locuitori în aceleași trei sate, comuna Bădulești în unicul său sat avea 893 de locuitori, iar comuna Pătroaia avea 1350 de locuitori în satele Baloteasca, Pătroaia din Vale și Potloganii din Vale.
În 1950, comunele au fost incluse în raionul Găești din regiunea Argeș. În 1968, comunele au fost comasate în comuna Crângurile, ce a căpătat componența actuală, și a fost arondată județului Dâmbovița, reînființat.

## Demografie
Componența etnică a comunei Crângurile
     Români (66,81%)
     Romi (22,5%)
     Alte etnii (0,09%)
     Necunoscută (10,6%)
Componența confesională a comunei Crângurile
     Ortodocși (85,04%)
     Penticostali (1,88%)
     Creștini după evanghelie (1,5%)
     Alte religii (0,72%)
     Necunoscută (10,86%)
Conform recensământului efectuat în 2021, populația comunei Crângurile se ridică la 3.462 de locuitori, în creștere față de recensământul anterior din 2011, când fuseseră înregistrați 3.394 de locuitori. Majoritatea locuitorilor sunt români (66,81%), cu o minoritate de romi (22,5%), iar pentru 10,6% nu se cunoaște apartenența etnică. Din punct de vedere confesional, majoritatea locuitorilor sunt ortodocși (85,04%), cu minorități de penticostali (1,88%) și creștini după evanghelie (1,5%), iar pentru 10,86% nu se cunoaște apartenența confesională.

## Politică și administrație
Comuna Crângurile este administrată de un primar și un consiliu local compus din 13 consilieri. Primarul, Costin-Ionuț Barbu[*], de la Partidul Social Democrat, este în funcție din 2016. Începând cu alegerile locale din 2024, consiliul local are următoarea componență pe partide politice:
|  | Partid                    | Consilieri | Componența Consiliului | Componența Consiliului | Componența Consiliului | Componența Consiliului | Componența Consiliului | Componența Consiliului | Componența Consiliului | Componența Consiliului |
|  | ------------------------- | ---------- | ---------------------- | ---------------------- | ---------------------- | ---------------------- | ---------------------- | ---------------------- | ---------------------- | ---------------------- |
|  | Partidul Social Democrat  | 8          |                        |                        |                        |                        |                        |                        |                        |                        |
|  | Partidul Național Liberal | 5          |                        |                        |                        |                        |                        |                        |                        |                        |